# شرت‌برد
شُرت‌برد یا شُرتی (انگلیسی: Shortbread یا Shortie)، نوعی بیسکویت سنتی اسکاتلندی است که معمولاً از یک قسمت شکر سفید، دو قسمت کره و سه تا چهار قسمت آرد گندم ساده تهیه می‌شود. شُرت‌برد فاقد عامل ورآورنده مانند بیکینگ پودر یا جوش شیرین است. این شیرینی به‌طور گسترده‌ای با جشن‌های کریسمس و هاگمانی در اسکاتلند پیوند دارد و برخی از برندهای اسکاتلندی آن به سراسر جهان صادر می‌شوند.

## تاریخچه
شُرت‌برد منشأ اسکاتلندی دارد. اگرچه این شیرینی در بیشتر سدهٔ دوازدهم میلادی تهیه می‌شد و احتمالاً از تبادل فرهنگی با شیرینی‌پزهای فرانسوی در دوران اتحاد کهن میان فرانسه و اسکاتلند بهره‌مند شده بود، تکامل و پالایش آن به‌طور عمومی به ماری، ملکه اسکاتلند در سدهٔ شانزدهم نسبت داده می‌شود. با این حال، شواهد کمی برای اثبات ارتباط میان ماری و منشأ شُرت‌برد وجود دارد.
بخش‌های مثلثی‌شکل شُرت‌برد به نام «پتیکوت‌تیلز» شناخته شدند، و این شکل از شُرت‌برد به‌ویژه با ماری، ملکه اسکاتلند، مرتبط دانسته می‌شود. گفته می‌شود که واژهٔ فرانسوی برای این قطعات شیرینی پُتی گاتو یا پُتیت گاتل (petits gâteaux / petites gatelles) به‌معنای «کیک‌های کوچک» بوده است و این اصطلاح در زبان اسکاتس به شکل «پتیکوت‌تیلز» درآمده است. با این حال، اکنون باور بر این است که اصطلاح اسکاتلندی یادشده از لبهٔ تزیین‌شده و دالبردار این برش‌های دایره‌ای شکل گرفته که شبیه به دامن زیر است.
نخستین دستور پخت چاپ‌شدهٔ شُرت‌برد در سال ۱۷۳۶ میلادی، توسط زنی اسکاتلندی به نام خانم مک‌لینتاک ارائه شد.
شُرت‌برد شیرینی گران‌قیمتی بود و به‌عنوان خوراکی لوکس برای مناسبت‌های خاص مانند کریسمس، هاگمانی و مراسم عروسی کنار گذاشته می‌شد. در اسکاتلند، سنتی وجود داشت که در آن کیکی تزیین‌شده از شُرت‌برد (معروف به infar-cake یا dreaming bread) را هنگام ورود عروس به خانهٔ جدیدش، بر سر او می‌شکستند. همچنین، شُرت‌برد به‌عنوان هدیه نیز داده می‌شد.